# Casa Trepadús
La Casa Trepadús era una masia de l'enclavament d'Enrens i Trepadús, de l'antic terme ribagorçà d'Espluga de Serra, pertanyent actualment al municipi de Tremp.
Està situat a la part sud-occidental de l'enclavament d'Enrens i Trepadús, dalt del Tossal de Trepadús, un turó visible des de molt lluny, per exemple des del costat de ponent del pantà d'Escales, a la zona de la Mare de Déu de Rocamora. El Tossal de Trepadús queda envoltat per profunds torrents llevat del lloc per on es comunica amb la zona d'Enrens. A llevant i migdia discorre el barranc de Palomera, i a ponent, el barranc de Trepadús.
La Casa de Trepadús és molt amunt al vessant sud-occidental del Tossal de Trepadús. Té annexa l'església de la la Santíssima Trinitat, que atenia el servei religiós d'aquest enclavament quan fou quadra (edat mitjana) i després municipi autònom, en el primer terç del segle xix. Actualment la casa i l'església són en ruïnes.
Aquesta casa havia format part de les pertinences del monestir de Santa Maria de Lavaix, que hi tenia una petita comunitat de monjos. La mateixa església servia de cementiri a la comunitat, per manca de cementiri extern.